# Beechcraft C-12 Huron
C-12 Huron — американский двухмоторный турбовинтовой тактический военно-транспортный самолёт, разработанный на базе пассажирских самолётов Beechcraft Super King Air и Beechcraft 1900. Различные модификации C-12 используются в ВВС США, Армии США и ВМС США.

## Модификации

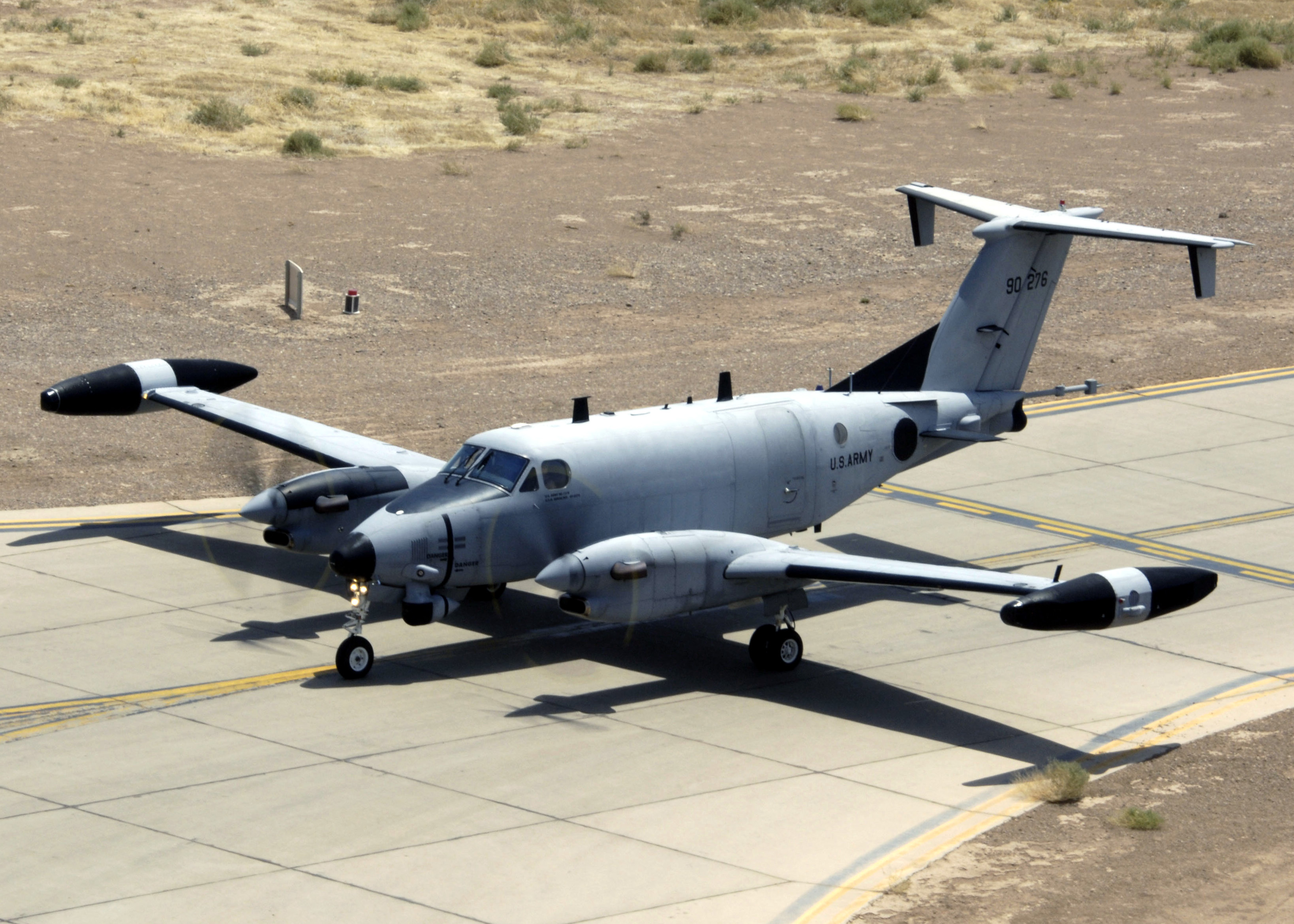
RC-12P на авиабазе Балад, Ирак

RC-12Тактический самолёт радиоэлектронной разведки, созданный американской фирмой Beech Aircraft (Модель 200 «Супер Кинг Эйр»). Самолёты входят в подразделение Guardrail Common Sensor (дивизион SIGINT — авиационного обнаружения и перехвата электронных сигналов). В подразделении работают в связке самолёты трёх типов RU-21 (ещё одна модификация Beech Model 200 Super King Air, с системой GUARDRAIL IV) и самолётов RC-12D/H (IMPROVED GUARDRAIL V) и RC-12K/N/P GUARDRAIL COMMON/SENSOR (последние отличаются большей скоростью и большей полезной нагрузкой). На самолётах установлена система радиоэлектронного перехвата AN/ARW-83 и AN/ARM-163 (V). Самолёты приняты на вооружение в 1984 году.